# Twitches - Gemelle streghelle
Twitches - Gemelle streghelle (Twitches) è un film per la televisione, trasmesso in Prima TV negli Stati Uniti su Disney Channel USA il 14 ottobre 2005. In Italia è stato trasmesso su Disney Channel e, il 9 settembre 2011, anche su Rai 3, registrando 360.000 telespettatori e il 4,40% di share.

## Trama
Due gemelle identiche, nate nel magico e intrigante mondo di Coventry, vengono separate dalla nascita e inviate sul pianeta Terra per sfuggire a una forza malefica che da tempo le minaccia.
All'insaputa dell'esistenza l'una dell'altra, le due sorelle vengono adottate da due famiglie diverse e crescono in due ambienti sociali differenti: Alex infatti abita insieme alla mamma che lavora per lei e per sua figlia mentre l'altra, Camryn, vive in una dimora dove tutto ciò che chiede viene esaudito.
Nel giorno del loro 21º compleanno i loro poteri particolari iniziano a risvegliarsi e le due si incontrano e decidono quindi di trovare la verità sul loro passato e comprendere la portata dei loro poteri.

## Cast
- Tia Mowry: Alexandra Nicole "Alex" Fielding (Nome di battesimo: Artemis)
- Tamera Mowry: Camryn Elizabeth "Cam/Cami" Barnes (Nome di battesimo: Apolla)
- Kristen Wilson: Miranda

## Sequel
È stato girato un sequel del film, intitolato Twitches - Gemelle streghelle 2 trasmesso in Italia da Disney Channel il 26 gennaio 2008.